# Fansub
Fansubs betegner uofficielle undertekst (engelsk: subtitles) er af en film eller TV-serie, fremstillet af fans. Ordet bruges primært i forbindelse med fanoversættelser af japansk anime.
Fansub må ikke forveksles med scanlation, fanoversættelse af tegneserier.

## Historie
Fansubs opstod i 1980'erne, da der både skete en eksplosion i antallet af anime-serier produceret i Japan, og den nødvendige teknologi blev tilgængelig for almindelige forbrugere. Tidlige fansubs blev lavet ved at en gruppe modtog et videobånd med posten fra Japan, og derefter oversatte indholdet. Ved hjælp af undertekstnings-software og en genlock kunne gruppen derefter overspille videoen til et nyt bånd og samtidig lægge underteksterne på.
Fansubs fortsatte med at blive lavet ved hjælp af VHS-bånd og genlocks helt op til omkring årtusindskiftet, hvor digisub bevægelsen startede. På det tidspunkt var internet-forbindelser blevet hurtige nok og computere kraftige nok til at det kunne betale sig at både hente den kildevideoen over Internet, lægge underteksterne på rent digitalt, samt distribuere det endelige resultat over Internet. Sådan fortsætter fansubs med at blive produceret i dag.

## Proces
De typiske skridt i skabelsen af en moderne digital fansub er som følger:
- En raw-provider skaffer en rå optagelse fra tv eller en dvd.
- Oversætteren gennemser den rå optagelse og skriver oversættelser for alle linjer ned.
- Timeren synkroniserer oversættelsen efter lyden i optagelsen.
- Typografisten vælger skrifttyper, farver osv. til underteksterne, og placerer "skilte" på videoen, hvis der er tekst der skal oversættes.
- Encoderen samler alle delene og producerer en komprimeret video med underteksterne lagt på.

## Jura
Distribution af fansub er ulovligt, da det er et brud på ophavsretten, men i praksis tolereres det i betydeligt omfang. Følgen er at det langt hen ad vejen foregår i fuld offentlighed, og i så stort omfang at de fleste nye animeafsnit foreligger i fansubbet version på internettet allerede få dage efter første udsendelse i tv.